# Eurydice minya
Eurydice minya är en kräftdjursart som beskrevs av Bruce 1986. Eurydice minya ingår i släktet Eurydice och familjen Cirolanidae. Inga underarter finns listade i Catalogue of Life.